# Collège des Quatre-Nations

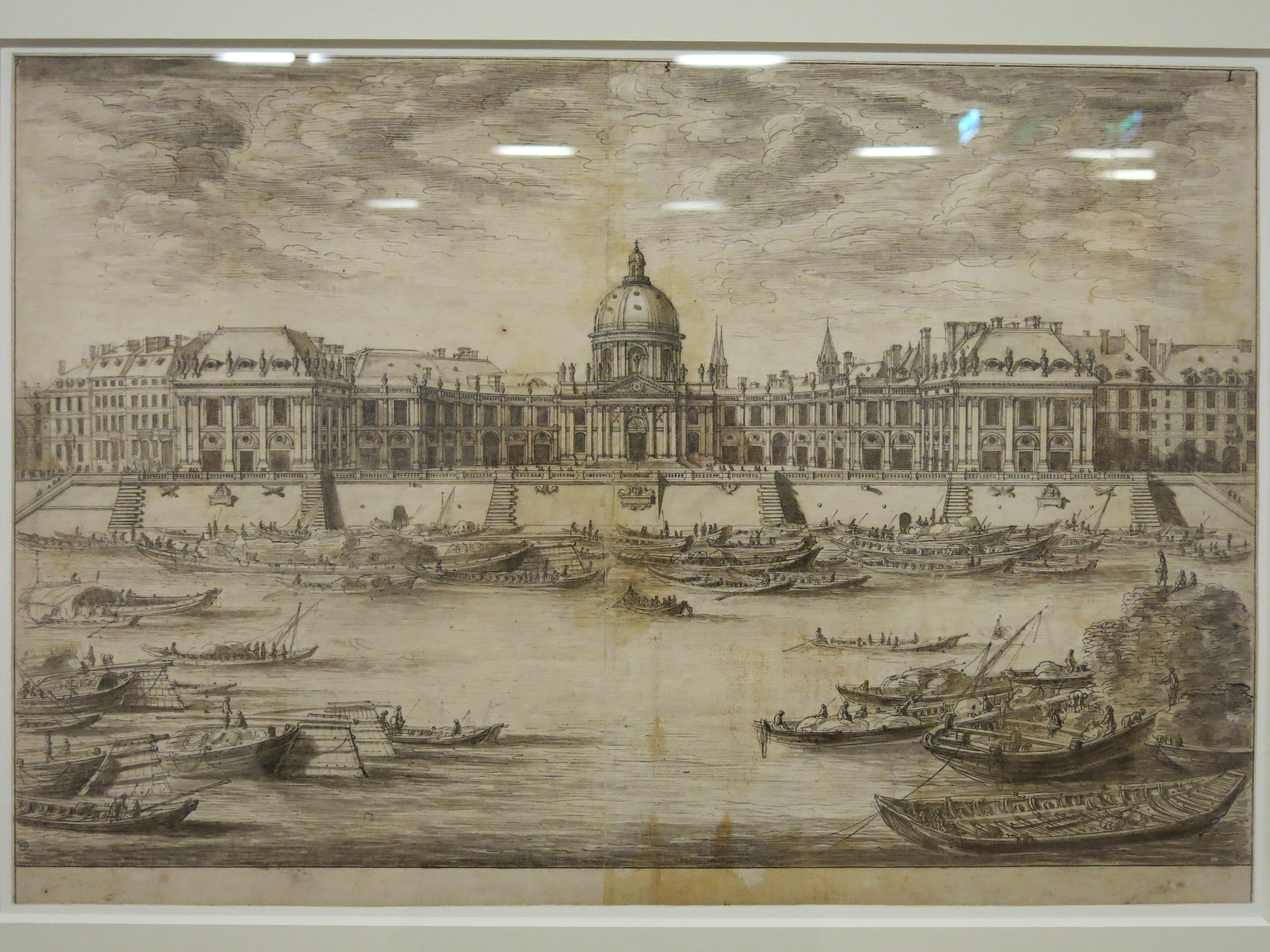
Il Collège des Quatre-Nations. Acquaforte di Israel Silvestre, c. 1670.

Il Collège des Quatre-Nations, o Collège Mazarin, fu uno dei collegi costituenti l'università di Parigi. Fu fondato grazie a un lascito del cardinale Giulio Mazzarino: alla sua morte, nel 1661, lasciò al collegio anche la propria biblioteca, la Biblioteca Mazzarino.

## Nome e composizione

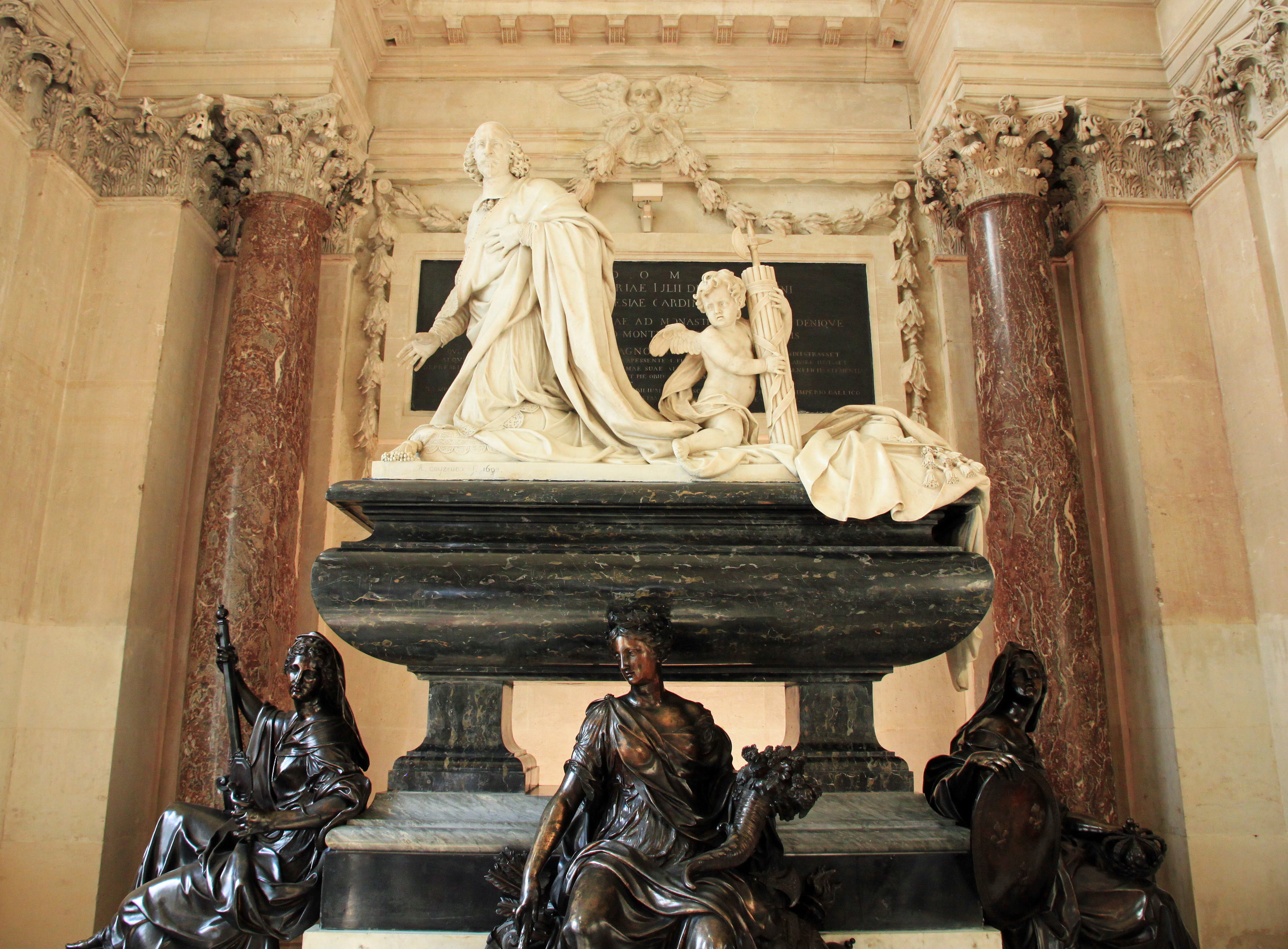
Tomba di Mazzarino nella cappella del collegio

Il nome del collegio allude alle nationes in cui rientravano gli allievi delle università medievali. Esso era dedicato all'istruzione di studenti provenienti da quattro territori che erano passati solo recentemente sotto il dominio francese, in seguito alla pace di Vestfalia (1648) e al trattato dei Pirenei (1659). In base al testamento di Mazzarino, il collegio doveva essere così composto:
- 20 studenti da Fiandre, Artois, contea di Hainaut e Lussemburgo;
- 15 dall'Alsazia;
- 15 da Pinerolo, oltre che dagli Stati papali;
- 10 da Rossiglione, Conflent e Cerdagna.

## Progetto e costruzione

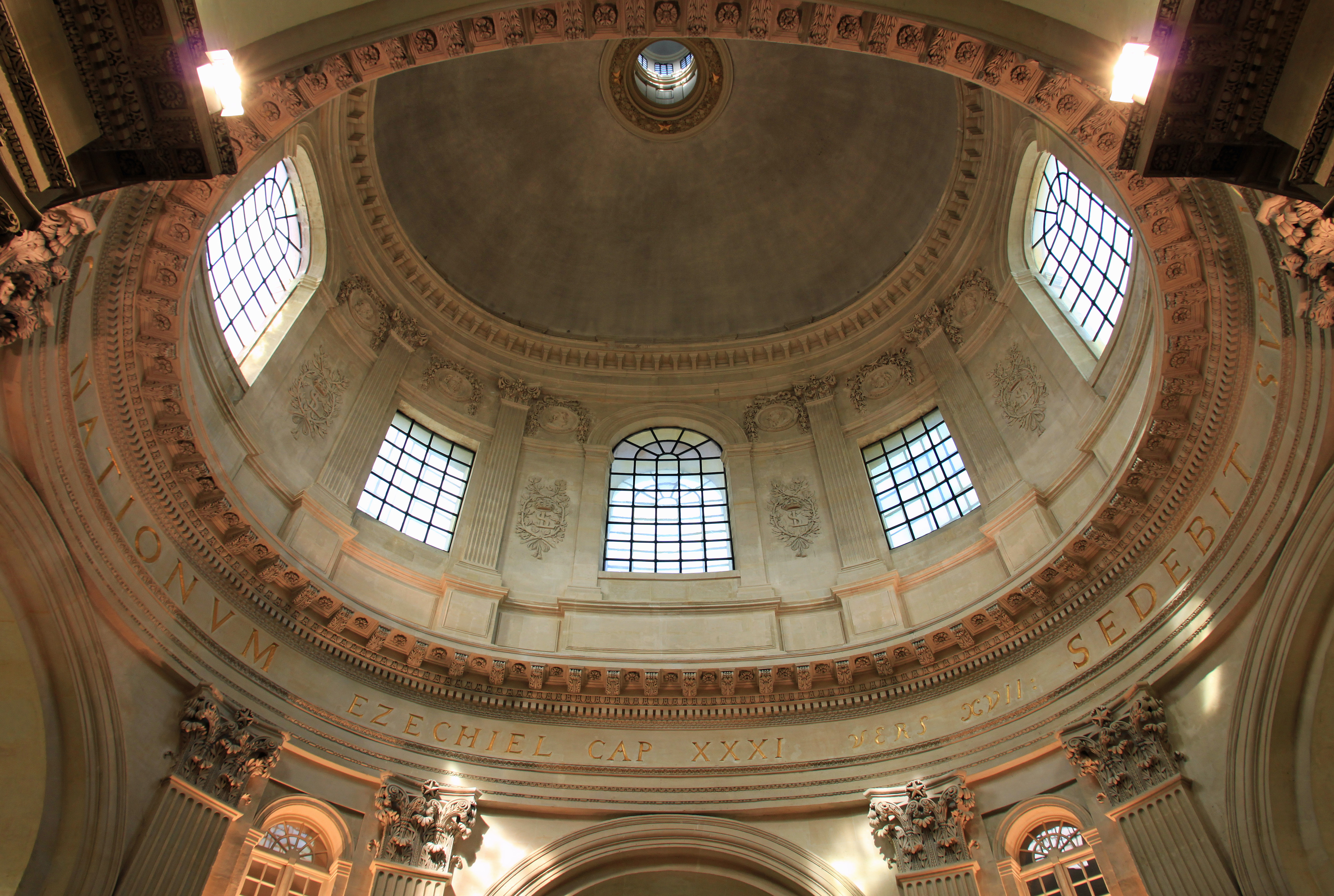
Veduta interna della cupola

Jean-Baptiste Colbert, uno dei cinque esecutori testamentari del patrimonio di Mazzarino, incaricò della costruzione del collegio l'architetto Louis Le Vau, che stava al contempo lavorando anche sulla Cour Carrée del Palazzo del Louvre affacciato sulla Senna. Le Vau propose che il collegio fosse edificato al di là del fiume, sulla rive gauche, così il re Luigi XIV avrebbe potuto ammirarlo dai suoi appartamenti. Il sito prescelto era disponibile grazie all'imminente demolizione di un tratto della cinta di Filippo Augusto con l'adiacente torre di Nesle. Il re approvò il progetto di Le Vau, che diresse i lavori dal loro inizio nel 1662 fino alla sua morte nel 1670: furono allora portati a termine dal suo collaboratore François d'Orbay. Il collegio aprì nel 1688: seguendo le ultime volontà di Mazzarino, la sua tomba fu posta nella cappella del collegio.

## Dopo la rivoluzione
In seguito allo scoppio della rivoluzione francese, il Collège des Quatre-Nations divenne Collège de l'Unité, prigione, sede del Comitato di salute pubblica, École Centrale Supérieure e École des Beaux-Arts. Nel 1805, su richiesta di Napoleone, l'Institut de France fu trasferito dal Louvre all'antico Collège des Quatre-Nations: l'architetto Antoine Vaudoyer trasformò la cappella in una sala per le riunioni delle Académies. L'edificio è da allora chiamato Palais de l'Institut de France.